# 時の記念日

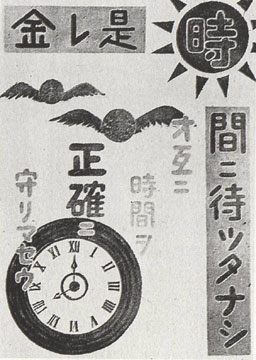
戦前のポスター（台湾の歴史教科書『認識台湾』より）

時の記念日（ときのきねんび）は、日本の記念日の1つ。毎年6月10日。日本で初めて時計（「漏刻」と呼ばれる水時計）による時の知らせが行われたことを記念して制定された。記念日ではあるが、国民の祝日に関する法律に規定された国民の祝日ではない。日本では6月に国民の祝日がないため、時の記念日を6月の国民の祝日にすべきとの意見も多いが、実現には至っていない。

## 制定の経緯と意義
大正時代、東京教育博物館（国立科学博物館の前身）は通俗教育（社会教育）を意識した様々な展示会を開催していた。一連の展覧会が契機となって伊藤博文を会長とする生活改善同盟会が発足し、日常の生活改善の十項目として第一に「時間を正確に守ること」を掲げた。
1920年（大正9年）、当時の文部省（現在の文部科学省に相当）が「時」展覧会を企画すると、生活改善同盟会はこれに賛同し出品の援助などを行った。さらに展覧会の出品者には東京天文台（現在の国立天文台）、逓信博物館（現在の郵政博物館の前身）、海軍水路部、中央気象台（現在の気象庁）、東京帝国大学（現在の東京大学）、岸和田中学校（現在の大阪府立岸和田高等学校）など数十の団体や個人が加わって充実したものになった。
同年5月16日から「時」展覧会が東京教育博物館で開催されると、連日の大盛況で会期延長（同年7月4日まで）となり入場者22万人を動員するなど大きな反響となった。
この「時」展覧会の期間中に主催者間で提案されたのが「時の記念日」であり、『日本書紀』にある天智天皇10年（671年）年6月10日に日本で初めて時計（「漏刻」と呼ばれる水時計）による時の知らせが行われたとされる故事からこの日となった。
時の記念日の制定には、当時欧米の先進国から「日本人は時間の感覚に乏しい」とみられていたことから、時間に関心を持ち、規律正しく効率的な生活を習慣化する啓発の意味があったといわれている。

## 由来
『日本書紀』天智天皇十年四月辛卯条（天智天皇10年4月25日（グレゴリオ暦671年6月10日））に、
とあり、日本初の時計が鐘を打った日が6月10日であることからこの日となった。なお、「漏尅」すなわち「漏刻」は水時計のことである。また、下記脚注のとおり、斉明天皇6年の条にも「漏尅」創設の記述があるが、天智天皇10年の記述との関係は不明である。前者には日付がないので、後者の日付が採用されたものと考えられている。

## 歴史
最初の時の記念日は1920年（大正9年）6月10日であった。当日、東京では日本女子商業学校、淑徳女学校、東洋高等女学校、千代田高等女学校、東京家政女学校、芝中学校の生徒、深川小学校夫人同窓会および東京少年団団員により、銀座、日本橋、日比谷、上野、浅草など10か所でビラ5万枚が配布された。また、東京天文台の河合章二郎技師などの指導の下、天文台から標準時計（クロノメーター）を運び出して、時計愛好家として知られていた坂東彦三郎 (6代目)の自家用車に載せて都内各所の時計の正確性を調べるほか、浅草、上野、須田町、日本橋、銀座の5か所に正しい時刻の時計を置いて、通行人に時計を合わせるよう促した（深川小学校婦人同窓会会員、芝中学校生徒、東京少年団団員が参加）。正午には東京全市に大砲の砲声が鳴り、ニコライ堂の鐘など各所で正午の時報が鳴らされた。
翌1921年（大正10年）以降、20年以上にわたり同会を中心に全国各地で記念行事が行われ、外地の台湾や朝鮮の京城、大連などでも関連行事が実施された。
戦後は、時計の業界団体をはじめ各種の民間団体が関連行事を行っている。
1960年（昭和35年）6月10日には明石市立天文科学館が開館した。

## 行事
- 近江神宮（滋賀県大津市）漏刻祭[4]
- 掛川城御殿（静岡県掛川市）太鼓打ち鳴らし式（1957年から実施）[4][7]
- 明石市立天文科学館（兵庫県明石市）子午線通過記念証配布（1964年から実施。2020年[2]・2021年[8]は新型コロナウイルス感染症の感染拡大に伴いオンラインイベントのみ開催）[4]